# Saint-Ouen-de-la-Cour
Saint-Ouen-de-la-Cour är en kommun i departementet Orne i regionen Normandie i nordvästra Frankrike. Kommunen ligger i kantonen Bellême som tillhör arrondissementet Mortagne-au-Perche. År 2018 hade Saint-Ouen-de-la-Cour 59 invånare.

## Befolkningsutveckling
Antalet invånare i kommunen Saint-Ouen-de-la-Cour
| Referens: INSEE |